# Rosa diamante
 (décembre 2020).
Si vous disposez d'ouvrages ou d'articles de référence ou si vous connaissez des sites web de qualité traitant du thème abordé ici, merci de compléter l'article en donnant les références utiles à sa vérifiabilité et en les liant à la section « Notes et références ».
Rosa diamante (en anglais: Diamond Rose) est une telenovela américaine-mexicaine diffusée entre le 10 juillet 2012 et le 21 janvier 2013 sur Telemundo.

## Synopsis
Une femme riche et sophistiquée, Rosaura Linares abandonne une petite fille, nouveau-née dans un pensionnat, et laisse dix-neuf diamants avec elle. 18 des diamants sont destinés à payer pour chaque année ses dépenses scolaires, jusqu'à ce que le bébé ait dix-huit ans, et le dernier diamant est de couleur rose, et est censé être donné à la petite fille quand elle est suffisamment grande et prête à quitter l'école. Les années passent, Rosa se transforme en une belle jeune femme. Ses plus grands trésors sont son imagination débordante et son amitié avec Eva, qui est une autre fille du pensionnat.
Un beau jour, Eva rencontre un garçon nommé Jose Ignacio, un jeune homme riche qui se moque d'elle et prétend qu'il s'appelle Adam, juste pour l'attirer. La jeune Eva tombe amoureuse et finit enceinte mais Jose Ignacio la quitte. Après l'accouchement, un terrible accident de voiture met brusquement fin à la vie d'Eva. Rosa, qui était aussi dans l'accident, comme Eva, est identifié par la suite par erreur, et tout le monde laisse croire qu'elle est vraiment Eva.  Rosa met alors en place un plan de revanche envers Jose Ignacio, qui se trouve être le cousin d'Eva, le fiancé de Bárbara. Elle s'efforce également de donner à Eduardito tout l'amour dont il a besoin et dont il s'est retrouvé injustement privé.

## Distribution
- Mauricio Ochmann : Jose Ignacio Altamirano
- Lupita Ferrer : Rosaura Linares vda. de Sotomayor (antagoniste principale)
- Carla Hernández : Rosa / Eva Sotomayor
- Begoña Narváez : Bárbara Montenegro Arizmendi (antagoniste co-vedette)
- Patricio Castillo : Eduardo Sotomayor
- Claudia Ramírez : Raquel De Altamirano
- Sofía Lama : Andrea Fernández / Andrea Sotomayor
- Luis Xavier : Gerardo Altamirano (antagoniste)
- Manuel Balbi : Gabriel Robles
- Néstor Rodulfo : Ramón Gómez
- Marco de Paula : Gerardo Altamirano Jr.
- Patricia Conde : Leticia Sotomayor vda. de Montenegro
- Ignacio Riva-Palacios : Martín Arizmendi Montenegro
- Miguel Garza : Leonardo
- Mariana Villalvazo : Lucía Altamirano Ferrer
- Ofelia Guíza : Chole
- Thali García : Eva Sotomayor
- Constantino Costas : Rodolfo Montenegro Sotomayor (antagoniste)
- Marco Treviño : Antonio Andrade
- Citiali Galindo : Francisca
- Aline Marrero : Alicia
- Cristina Figarola : Violeta de Sotomayor
- Patricio Doren : Ernesto Sotomayor
- Gustavo Navarro : Federico Valenti
- Luciana Silveyra : Miss Margaret (antagoniste)

## Diffusion internationale
| Pays       | Réseau TV                 | Titre Alternatif (Traduction)           | Série Première    | Horaire hebdomadaire | Timeslot     |
| ---------- | ------------------------- | --------------------------------------- | ----------------- | -------------------- | ------------ |
| États-Unis | Telemundo                 | Rosa diamante                           | 10 juillet 2012   | Lundi au Vendredi    | 8:00pm/7:00c |
| Honduras   | HTV-Honduras Television   | Rosa diamante                           | 14 août 2012      | Lundi au Vendredi    | 6:00pm       |
| Panama     | TVN (Panama)              | Rosa diamante                           | 20 août 2012      | Lundi au Vendredi    | 7:00pm       |
| Arménie    | Shant TV                  | Rosa diamante (Թանկարժեք Վարդ)          | 23 février 2013   | Lundi au Samedi      |              |
| Venezuela  | Televen                   | Rosa diamante                           | 11 septembre 2012 | Lundi au Samedi      | 10:00pm      |
| Costa Rica | Teletica Canal 7          | Rosa diamante                           | 17 septembre 2012 | Lundi au Vendredi    | 1:30pm       |
| Lituanie   | TV1                       | Purpurinis deimantas (Diamante Púrpura) | 24 septembre 2012 | Lundi au Vendredi    | 6:00pm       |
| Nicaragua  | Televicentro de Nicaragua | Rosa diamante                           | 1er octobre 2012  | Lundi au Vendredi    | 3:00pm       |
| Mexique    | Galavision                | Rosa diamante                           | 23 octobre 2012   | Lundi au Vendredi    | 1:00pm       |
| Estonie    | Kanal 2                   | Roosa teemant                           | 30 novembre 2012  | Lundi au Vendredi    | 5:30pm       |
| Serbie     | Pink Soap                 | Ružičasti dijamant                      | 22 février 2016   | Lundi au Dimanche    | 8:00pm       |
| Portugal   | SIC Caras                 | Rosa diamante                           | 2 mai 2016        | Lundi au Vendredi    | 6:10pm       |

## Autres versions
- Perla negra (1993-1994)